# Watts Point Volcanic Centre
Das Watts Point Volcanic Centre ist ein kleiner Aufschluss vulkanischen Gesteins aus dem Pleistozän in Watts Point in der kanadischen Provinz British Columbia. Es befindet sich etwa 10 km südlich von Squamish und  40 km nördlich von Vancouver, genau nördlich von Britannia Beach. Es handelt sich um die südlichste vulkanische Zone im Squamish-Vulkanfeld und damit im Garibaldi-Abschnitt der Kaskaden-Vulkane. Neueste Forschungen legen nahe, dass es sich aller Wahrscheinlichkeit nach um einen Palagonitrücken handelt. Das Watts Point Volcanic Centre umfasst eine durchgehende Masse spärlich porphyritischer, stark zerklüfteter dazitischer Lava, die den aus der mittleren Kreidezeit stammenden Coast Range Arc überlagert und selbst örtlich von Ton und Geschiebemergel überlagert ist.
Der vulkanische Aufschluss in Watts Point erstreckt sich von unterhalb des heutigen Meeresspiegels über einen steilen Hang bis auf etwa 240 m Höhe. Der Aufschluss ist weniger als 1 km lang; seine Fläche beträgt etwa 40 ha, das aus der Eruption stammende Volumen etwa 0,02 km³. Der Ort ist stark bewaldet. Die Hauptstrecke der BC Rail durchquert den unteren Teil des Aufschlusses etwa 40 m über dem Meeresspiegel. Zwei Gleisanlagen eines Steinbruchs, eine nahe der Mitte, die andere nahe dem oberen Teil gelegen, bieten die besten Zugänge zum Inneren der Lava-Massen. Der  BC Highway 99 steigt im Bereich der östlichen Schulter des Komplexes in die Höhe, bevor er zu den Gebieten des Stawamus Chief und des Murrin Park, südsüdöstlich von Squamish, hin abfällt.